# Locked Doors, Drinks And Funerals
Locked Doors, Drinks And Funerals (Songs From The Desert) es el tercer y último  álbum de estudio de la banda de metal gótico noruega Elusive, lanzado bajo la etiqueta alemana Pandaimonium Records, en el 2007. 
Fue grabado y mezclado en The Black Rider Studio en Stavanger a inicios de 2007, en conjunto con su EP Dream On Sister, lanzado once días antes.

## Lista de canciones
Todas las canciones compuestas por Tommy Olsson:
1. Destination Zero - 5:57
2. Faith - 5:16
3. Run Away - 5:04
4. In Her Garden - 6:04
5. A Thin Line - 8:02
6. So Far Away - 5:00
7. Another Day - 3:29
8. The Ghost Of You - 5:33
9. The Road (It Goes On) - 4:44
10. Dream On Sister - 4:43
11. Into Your Arms - 8:46

## Personal

### Elusive
- Jan Kenneth Barkved – Vocales
- Tommy Olsson – Guitarras y programaciones
- Kristian Gundersen – Guitarras

### Invitados
- Jon Eirik Steinstø – Cuerdas en 'Run Away'
- Kenneth Olsson – Pandereta en 'Into Your Arms'

### Producción e ingeniería
- Inge Engelsvold – Ingeniería y masterización
- Tommy Olsson – Ingeniería y masterización
- Efi Theohari – Diseño gráfico y tapa de arte
- Art Davis – Fotografía
- Joannes De Baets – Fotografía (fotos en concierto)